# Didymoglossum alatum
Didymoglossum alatum là một loài thực vật có mạch trong họ Hymenophyllaceae. Loài này được (Schkuhr) C. Presl miêu tả khoa học đầu tiên năm 1843.